# Спліт акцій
Спліт акцій або Дроблення акцій (англ. Stock split)  — збільшення кількості акцій корпорації, що знаходяться в обігу. Якщо в обігу у компанії був 1 млн акцій, і спліт проводиться за відношенням два-до-одного, то в компанії буде 2 млн акцій, а кожен власник 100 акцій, володітиме 200. Номінальна вартість акцій при цьому пропорційно (у 2 рази) зменшується. 
Ринкова капіталізація компанії і процентні долі акціонерів в компанії залишаються при цьому незмінними, проте збільшується ліквідність акцій і, як наслідок, зростають обсяги торгів акціями компанії.